# Jacques Dutronc (1966)
Albums de Jacques Dutronc
Jacques Dutronc (1968)
Jacques Dutronc est le premier album studio de Jacques Dutronc, sorti en 1966. Il contient les premiers succès du chanteur publiés auparavant en EP 45 t: Les play-boys, Les Cactus, Et moi, et moi, et moi, On nous cache tout, on nous dit rien, La Fille du Père Noël et Mini-mini-mini.
Même s'il s'agit d'un album portant le nom de l'artiste (comme tous les premiers albums de Dutronc), il est souvent appelé par le premier titre de l'album : Les Play-Boys.

## Historique
Après Et moi, et moi, et moi, un premier 45 EP tours vendu à plus de 100 000 exemplaires, et Les Play-boys, vendu à plus de 250 000 exemplaires, paraît le premier 33 tours de Jacques Dutronc. 
Pour son retour sur scène en 2010 lors d'une tournée prévue au départ pour 50 dates et qui finira par en avoir plus de 80 (et dont seront extraits le CD et le DVD Et vous, et vous, et vous), Jacques Dutronc reprendra sept titres de ce premier disque, soit la moitié du LP.

## Réception

### Critique
L'album est inclus dans l'ouvrage Philippe Manœuvre présente : Rock français, de Johnny à BB Brunes, 123 albums essentiels.

## Liste des titres
Les paroles de toutes les chansons sont écrites par Jacques Lanzmann et la musique par Jacques Dutronc, à part La Compapade écrite entièrement (paroles et musique) par Jacques Dutronc.
| No  | Titre                                    | Durée |
| --- | ---------------------------------------- | ----- |
| 1.  | Les Play-Boys                            | 3:08  |
| 2.  | L'espace d'une fille                     | 2:45  |
| 3.  | Sur une nappe de restaurant              | 2:15  |
| 4.  | J'ai mis un tigre dans ma guitare        | 2:21  |
| 5.  | Les Cactus                               | 2:42  |
| 6.  | Et moi, et moi, et moi                   | 2:55  |
| 7.  | L'opération                              | 3:09  |
| 8.  | On nous cache tout, on nous dit rien     | 2:36  |
| 9.  | La Fille du Père Noël                    | 2:36  |
| 10. | Les gens sont fous, les temps sont flous | 3:03  |
| 11. | La compapade                             | 3:19  |
| 12. | Mini-mini-mini                           | 1:54  |

## Musiciens
- Jacques Dutronc : Chant, Guitares rythmique et solo, Percussions, Arrangements
- Hadi Kalafate : Guitare Basse, Percussions
- Alain Le Govic (alias Alain Chamfort) : Piano, Orgue
- Jean-Pierre Alarcen : guitare Solo
- Jacques Pasut : guitare rythmique
- Michel Pelay : batterie